# إد باب نعلي
إد باب نعلي (بالأمازيغية ⵉⴷ ⴱⴰⴱ ⵏ ⵄⵍⵉ ) هو موقع جيولوجي وسياحي، يقع في إقليم زاكورة، جهة درعة تافيلالت وتحديدا في جماعة النقوب.

## الموقع
يقع موقع إد باب نعلي بالقرب من دوار أوسديدن. يتبع إداريا لجماعة النقوب المنتمية إلى إقليم زاكورة بجهة درعة تافيلالت. تحديدا على الطريق الإقليمية رقم 1521 الرابطة بين إقليمي تنغير وزاكورة عبر إكنيون. هو جزء من القمم الإبرية لجبال صاغرو.

## التسمية والأسطورة
يرجع أصل تسمية موقع إد باب نعلي بهذا الاسم إلى أسطورة متداولة بين سكان المنطقة، تفيد هذه الأسطورة بأن عائلة من رحل المنطقة كان لها ابن يسمى علي وكان سيئ التربية، حيث كان يدنس الطعام بالتبول عليه، وعقابا له مسخ إلى صخرة، كما تحول والداه اللذان لم يحسنا تربيته إلى صخرة أخرى توجد جنبا إلى جنب مع الأولى، أما باقي التكوينات الصخرية المنتشرة في المنطقة، فهي حسب نفس الأسطورة تمثل باقي "أهل علي" أو "الأوصياء على علي" أو "ولاة أمر علي"، والتي يقابلها بالأمازيغية " إد باب نعلي"، ومن هنا استمد هذا الموقع تسميته. وفق نفس الأسطورة المتداولة إلى اليوم بين أهالي المنطقة، فإن ماشية "أهل علي" وجميع حيواناتها ومتاعها وممتلكاتها تعرضت هي الأخرى للمسخ وتحولت إلى عشرات الإبر الصخرية هي تلك المتفرقة في المنطقة. روايات أخرى ترجع سبب تسمية هذا الموقع بهذا الاسم إلى إفطار "أهل علي" أو " إد باب نعلي" بالأمازيغية علنا في رمضان فكان جزاؤهم المسخ.

## تظاهرات ثقافية ورياضية
شكل موقع إد باب نعلي مسرحا لمجموعة من التظاهرات والأنشطة الثقافية والرياضية، حيث شهد سنة 2005 تصوير لقطات من فيلم بابل لمخرجه أليخاندرو غونزاليز إيناريتو، وبمناسبة مهرجان القصبات الذي تجرى فعالياته ببلدة النقوب ينظم بذات الموقع ماراتون يحمل اسم "ماراتون إد باب نعلي". في 2018 صورت بهذا الموقع مقاطع فيديو كليب لأغنية تحمل عنوان (Golden Love) للمغنية الفرنسية(Virna Nova) ، كما عرف في فبراير 2020 انطلاقة مراطون صاغرو الذي أشرف عليه لحسن أحنصال العداء العالمي السابق في ماراثون الرمال. وفي سنة 2021 صور به فيلم مغربي قصير بعنوان"أريزونا المغربية" لمخرجه عز الدين أيت خيي. في نفس السنة اتخذت الجزيرة الوثائقية من موقع إد باب نعلي مكانا لتصوير فيلم وثائقي بعنوان "في يد الله"، الذي فاز بجائزة مهرجان إفريقيا السينيمائي الدولي.

## معرض الصور

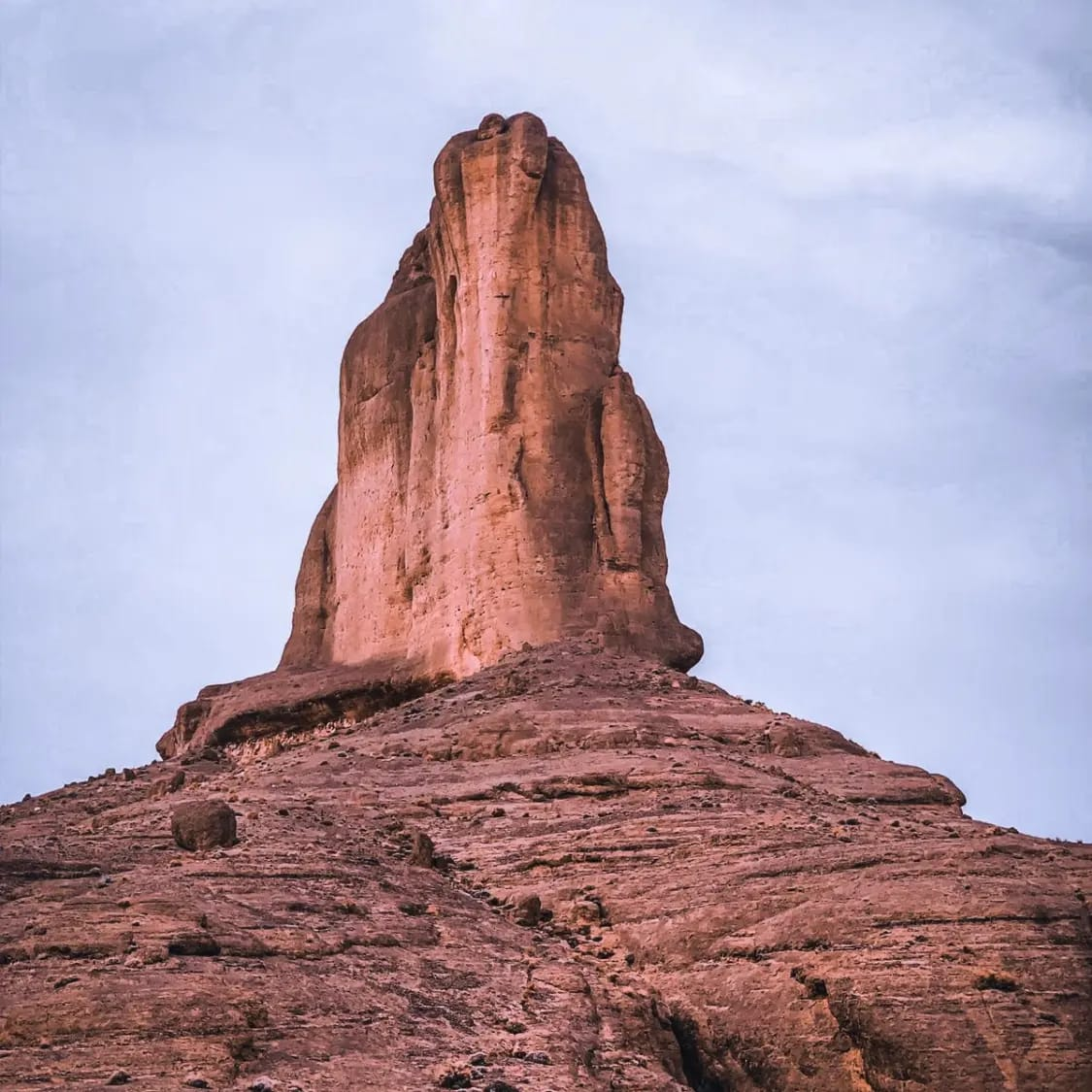
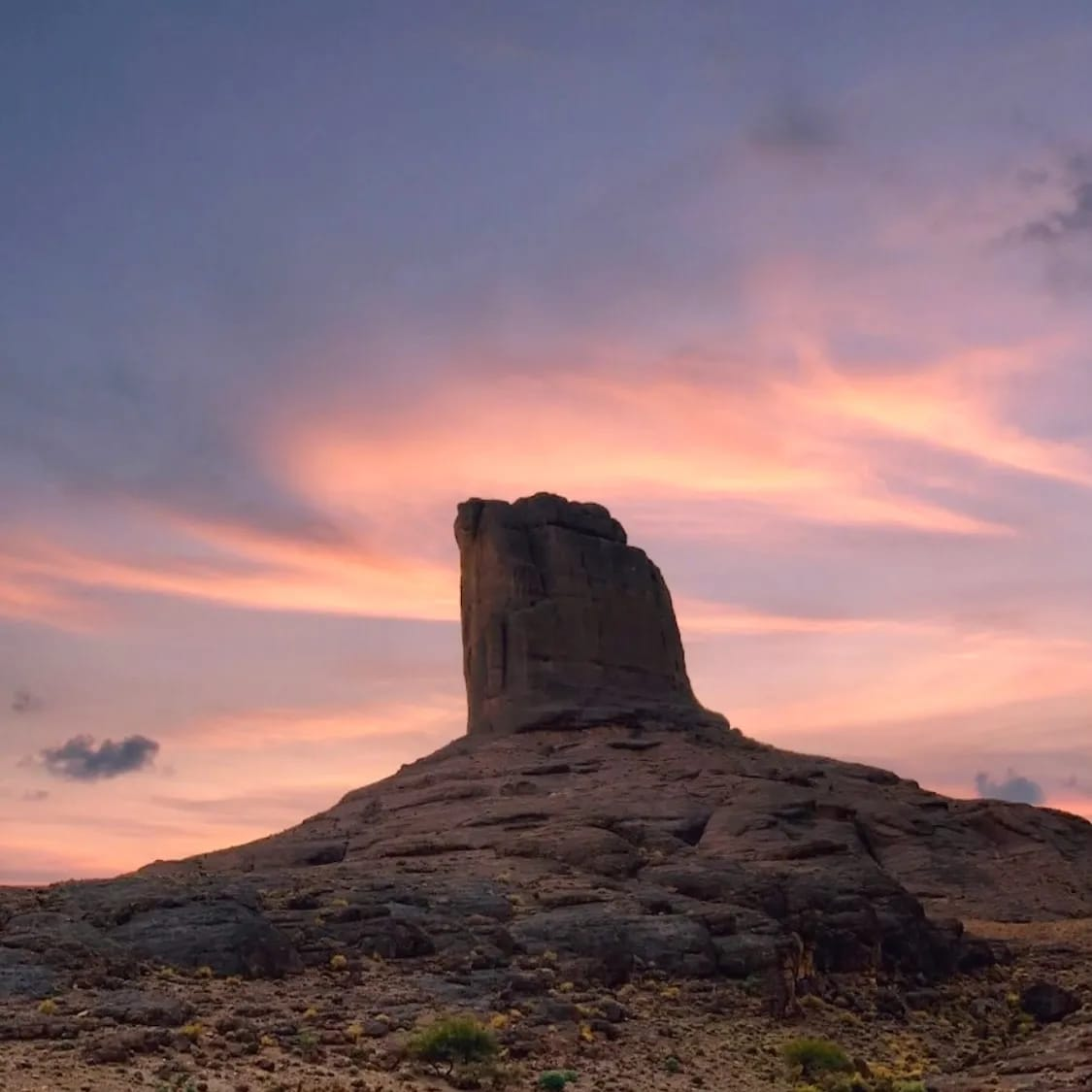
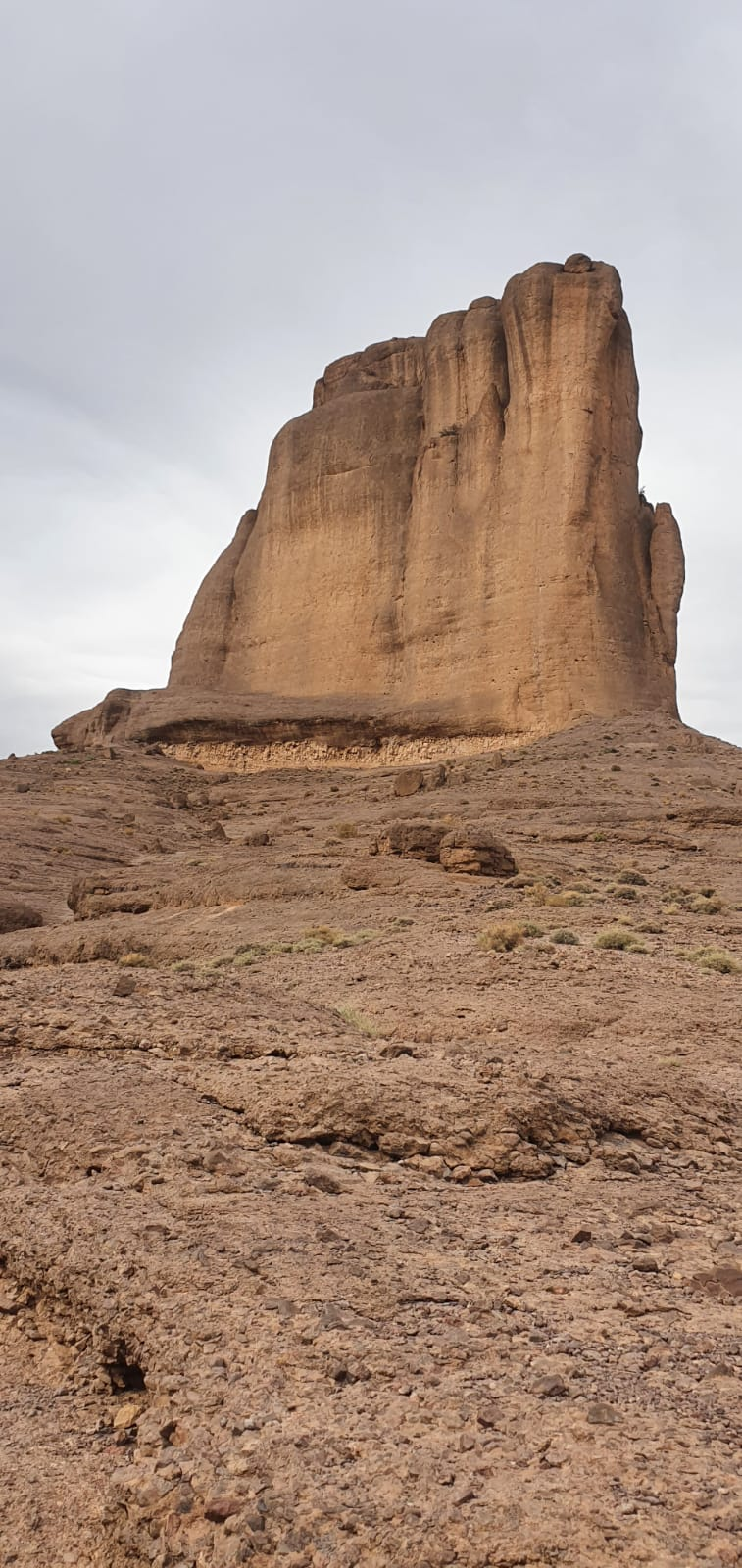
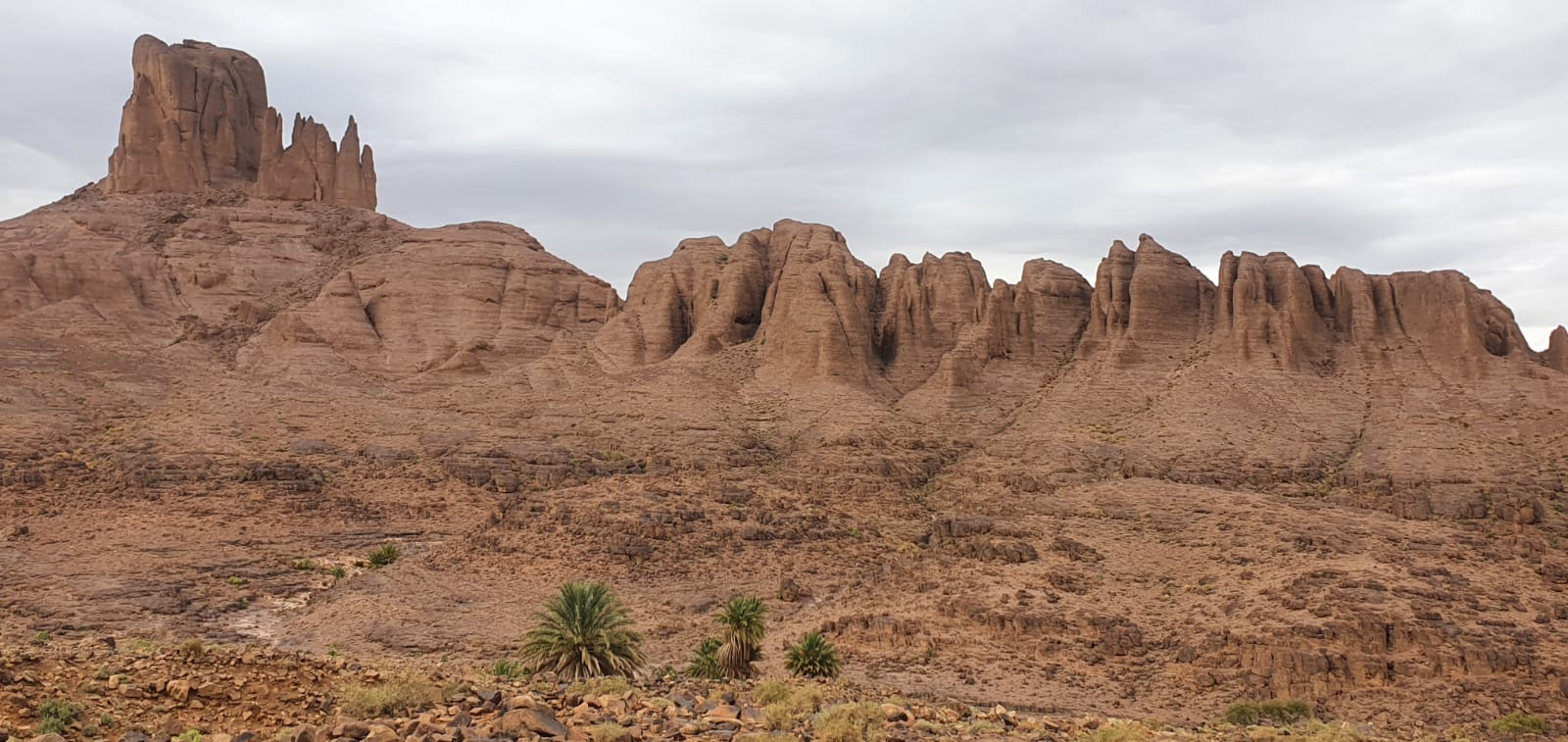
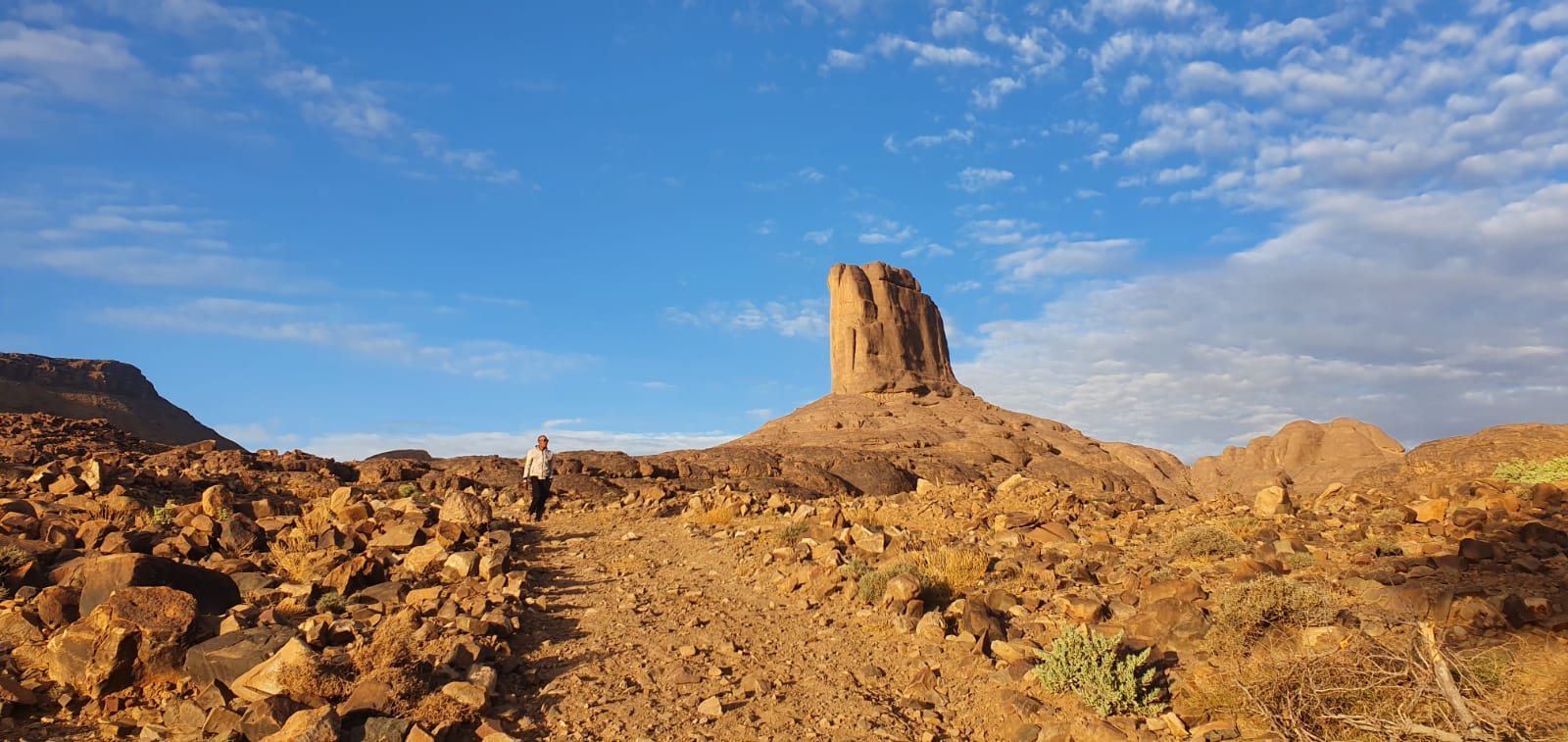
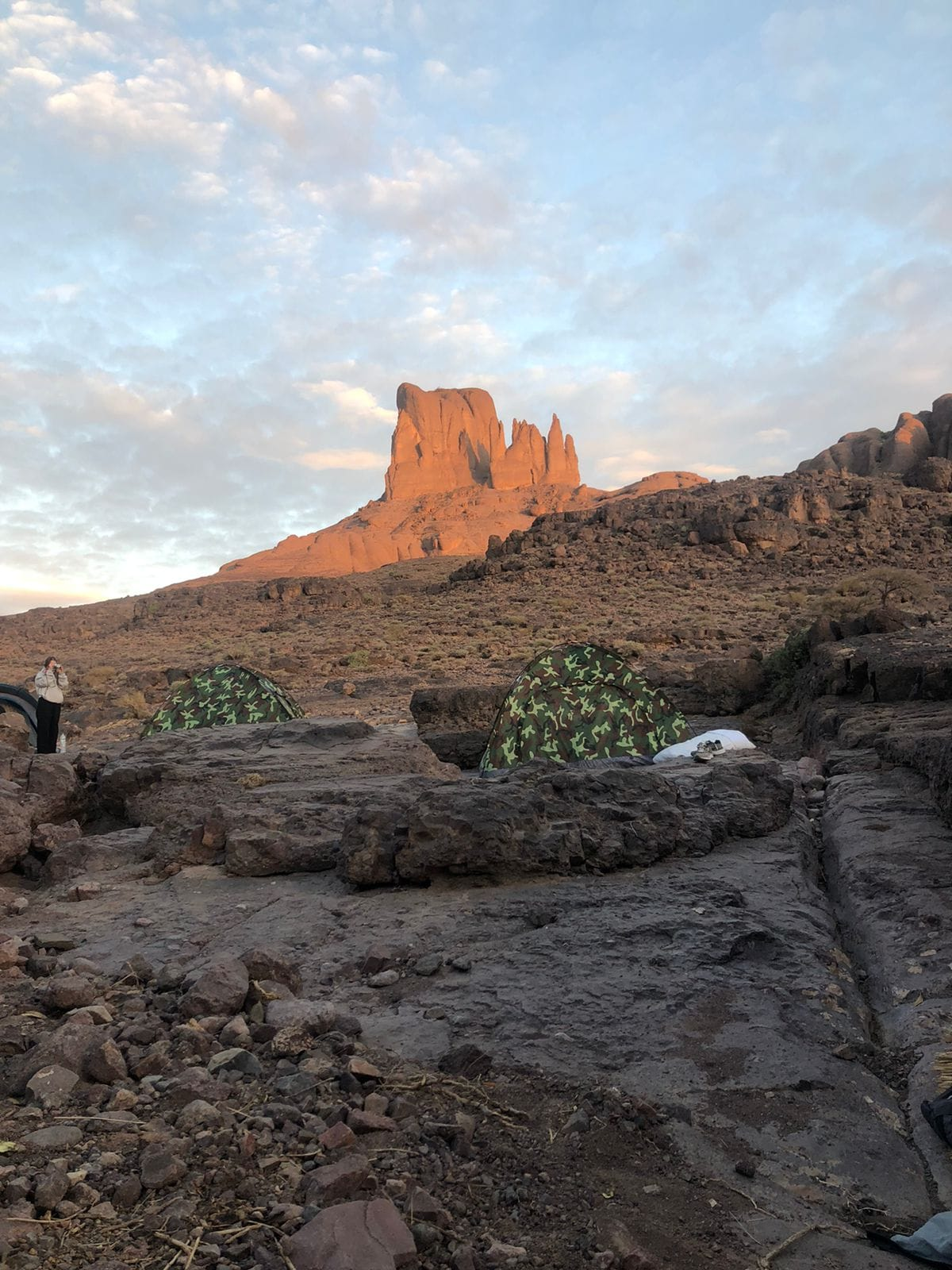